# Mount Eubanks
Mount Eubanks ist ein 1210 m hoher und isolierter Berg im Palmerland auf der Antarktischen Halbinsel. Als markante Landmarke ragt er nahe dem Kopfende des Riley-Gletschers auf. Nur 600 m seiner Gesamthöhe liegen über den ihn umgebenden Eismassen.
Das Advisory Committee on Antarctic Names benannte ihn 1976 nach Lieutenant Commander Paul D. Eubanks (1932–2017) von der United States Navy, Kommandant einer LC-130 Hercules bei Flügen zwischen der McMurdo-Station und der Lassiter-Küste von 1969 bis 1970, der überdies auch an Versorgungsflügen zu weiteren Stationen in Antarktika beteiligt war.